# James Martin (cestista)
James Martin (15 luglio 1968) è un ex cestista statunitense.

## Carriera
Con gli Stati Uniti ha disputato i Giochi panamericani di Winnipeg 1999.

## Palmarès
- GBA All-Defensive Team (1992)
- 2 volte campione CBA (1997, 1999)
- CBA Defensive Player of the Year (1999)
- All-CBA First Team (1999)
- 2 volte CBA All-Defensive First Team (1997, 1999)